# Octobre 1999

## Événements
- 2 octobre : L'armée de terre russe s'empare des villages de Kargalinskaïa (ru) et de Bourounskoïe (ru) dans le cadre de son invasion de la Tchétchénie.
- 3 octobre : les États-Unis testent avec succès l'EKV (exoatmosphéric kill vehicle) contre un missile dénucléarisé Minuteman. Cela montre la faisabilité d'un programme NMD (National missil defense) qui est avant tout dirigé contre les puissances nucléaires émergentes.
- 5 octobre :
  - au Royaume-Uni, 31 personnes décèdent dans un terrible accident de métro à Ladbroke Grove ;
  - l'armée de terre russe poursuit son invasion de la Tchétchénie et atteint les rives du Terek au niveau du village de Naourskaïa.
- 6 octobre :
  - Prise des villages tchétchènes de Sary-Sou (ru) et de Chelkovskaïa par l'armée de terre russe ;
  - ouverture à Vienne d'une conférence sur le désarmement, dans le cadre du Traité d'interdiction complète des essais nucléaires. Sur 44 pays désignés, 24 l'ont signé et ratifié, 21 signé mais pas ratifié (dont les États-Unis, la Chine et la Russie) et 3 ne l'ont ni signé ni ratifié (Inde, Pakistan, Corée).
- 7 octobre : des bombardiers Su-24 de l'armée de l'air russe largue des bombes à sous-munitions sur le village tchétchène d'Elistanji (en), tuant entre 35 et 48 civils (majoritairement des femmes et des enfants) et en blessant une soixantaine.
- 11 octobre :
  - au Pakistan, le Premier ministre Nawaz Sharif tente de destituer le chef d'état-major de l’armée Pervez Musharraf et de le remplacer par le directeur général de l'ISI Ziauddin Butt. Les principaux généraux de l'armée pakistanaise s'opposent à cette opération et renversent Nawaz Sharif pour installer Pervez Musharraf à la tête du gouvernement ;
  - en Estonie, les 6 pays d'Europe de l'Est en voie d'adhésion à l'Union européenne se réunissent à Tallinn pour exiger que celle-ci se fasse au plus tard fin 2002.
- 13 octobre : Aux États-Unis, le Sénat refuse (51 voix contre 48) de ratifier le traité d'interdiction complète des essais nucléaires, un tel refus de ratifier ne s'était pas vu dans le pays depuis 1920.
- 16 octobre : l'armée de terre russe s'empare du village de Kalinovskaïa (ru) et de sa base militaire, lui octroyant ainsi le contrôle de l'intégralité du territoire tchétchène situé au nord du Terek.
- 17 octobre (Formule 1) : Grand Prix automobile de Malaisie.
- 18 octobre : l'Indonésie abroge le décret de 1978 annexant la province orientale du Timor.
- 20 octobre : Abdurrahman Wahid est élu président de la République par le MPR (assemblée).
- 21 octobre :
  - le marché central et la maternité de Grozny sont bombardés par des missiles balistiques à courte portée tirés par l'armée de terre russe, tuant instantanément 137 civils et en blessant plusieurs centaines d'autres (dont 143 finiront par succomber à leurs blessures) ;
  - Tolstoï-Iourt (en) devient le premier village majeur situé au sud du Terek à tomber aux mains de l'armée de terre russe dans le cadre de son invasion de la Tchétchénie.
- 23 octobre : l'armée de terre russe s'empare du village de Dolinski (ru) dans le cadre de son invasion de la Tchétchénie.
- 27 octobre : en Arménie, un groupe de 5 hommes armés dirigés par le journaliste Naïri Hounanian (en) fait irruption dans le parlement avant d'y ouvrir le feu, tuant 8 personnes (dont le Premier ministre Vazgen Sargsian et le Président du parlement Karen Demirtchian) et en blessant 30 autres.
- 29 octobre :
  - en Inde, l'État de l'Orissa est balayé par le super cyclone d'Orissa qui fait plus de 10 000 victimes et tue 700 000 têtes de bétail, endommage ou déracine 90 000 000 d'arbres, fait 20 000 000 de sans-abris, 5 000 000 de fermiers perdent leur travail et 1,2 million d'hectares de culture sont ravagées ;
  - durant la seconde guerre de Tchétchénie, deux avions d'attaque au sol de l'armée de l'air russe bombarde à plusieurs reprises un convoi de réfugiés cherchant à se rendre en Ingouchie, tuant 25 civils (dont des journalistes et des membres de la Croix-Rouge) et en blessant plus de 70 autres.
- 31 octobre :
  - un Boeing 767 opérant la liaison aérienne entre Los Angeles et Le Caire via New York s'abime dans l'océan Atlantique peu de temps après son second décollage, tuant les 217 personnes à son bord ;
  - Formule 1 : Grand Prix automobile du Japon.

## Naissances
- 3 octobre : Tarania Clarke, footballeuse jamaïcaine († 31 octobre 2019).
- 8 octobre : Putthipong Assaratanakul, acteur et chanteur thaïlandais.
- 12 octobre : Margot van Hecking, joueuse néerlandaise de hockey sur gazon.
- 15 octobre : 
  - Bailee Madison, actrice et productrice américaine.
  - Alexei Sancov, nageur moldave.
  - Ben Woodburn, footballeur gallois.
- 21 octobre : Camille Felton, actrice québécoise.
- 23 octobre : 
  - Marquinhos, footballeur brésilien.
  - Samuel Tefera, athlète éthiopien.

## Décès
- 4 octobre : Bernard Buffet, peintre français.
- 5 octobre : Alex Lowe, alpiniste américain.
- 6 octobre : Tatevik Sazandarian, chanteuse d'opéra arménienne.
- 12 octobre : Wilt Chamberlain, basketteur américain.
- 15 octobre : André Bricka, peintre paysagiste français.
- 19 octobre : Nathalie Sarraute, écrivaine française.
- 21 octobre : Paul Vatine, navigateur français.
- 25 octobre : Payne Stewart joueur de golf américain.
- 29 octobre : Greg (Michel Régnier), créateur de bande dessinée
- 31 octobre : Greg Moore, pilote de course canadien.